# Exitianus major
Exitianus major är en insektsart som beskrevs av Ahmed, M. och Qadeer. Exitianus major ingår i släktet Exitianus och familjen dvärgstritar. Inga underarter finns listade i Catalogue of Life.